# Methodenstreit
El Methodenstreit (en español: "disputa sobre el método"), se refiere a un incidente en la historia intelectual que tuvo repercusiones significativas que trascendieron el diálogo en la lengua alemana. En específico, este término se refiere a una controversia en las ciencias económicas que tomó lugar a lo largo de una década alrededor de 1890, entre la Escuela Austriaca y la Escuela historicista alemana de ese campo de la ciencia. A un nivel intelectual, esta disputa fue sobre la cuestión de que si cualquier ciencia (en contraste con la historia pura) sería capaz de explicar la dinámica de la acción humana; políticamente, esta disputa reflejaba el conflicto entre el minarquismo de la Escuela Austriaca tempranera y el «estado benefactor» que la Escuela historicista sustentaba.
Durante esta disputa, Carl Menger encabezó a los partidarios de la opinión de la Escuela Austriaca, y Gustav von Schmoller a los de la Escuela historicista.
En los países germanoparlantes, el origen de este germanismo no es específico a esta controversia—la cual es más comúnmente conocida como Methodenstreit der Nationalökonomie, es decir, "Methodenstreit de las ciencias económicas".

## Historia

### Antecedentes
La Escuela historicista sostenía que los economistas lograrían desarrollar nuevas y mejores leyes sociales derivándolas del estudio y la colección de estadísticas y materiales históricos, y desconfiaba las teorías no procedentes de las experiencias históricas. Por lo tanto, la Escuela historicista alemana se enfocaba en ciertas instituciones dinámicas específicas que consideraba como los variables más significativos con respecto a los cambios en la economía política. La Escuela historicista en sí era el resultado de la reacción en contra del determinismo materialista, la idea de que la acción humana podría ser, y sería (una vez que la ciencia avanzara lo suficiente), explicada como una serie de reacciones físicas y químicas.
La Escuela Austriaca, empezando con la obra de Carl Menger en la década de 1860, alegaba en contra de aquella (en Grundsätze der Volkswirtschaftslehre, título en español: Principios de economía), insistiendo que las ciencias económicas se derivaban de la lógica filosófica y que estas ciencias solo podrían intentar desarrollar reglas a partir de los principios fundamentales y aspirar a deducir preceptos válidos y universales a partir de las acciones humanas – observando que los motivos humanos y las interacciones sociales eran demasiado complejas como para ser sometidas fructíferamente al análisis estadístico.

### Menger y la escuela historicista alemana

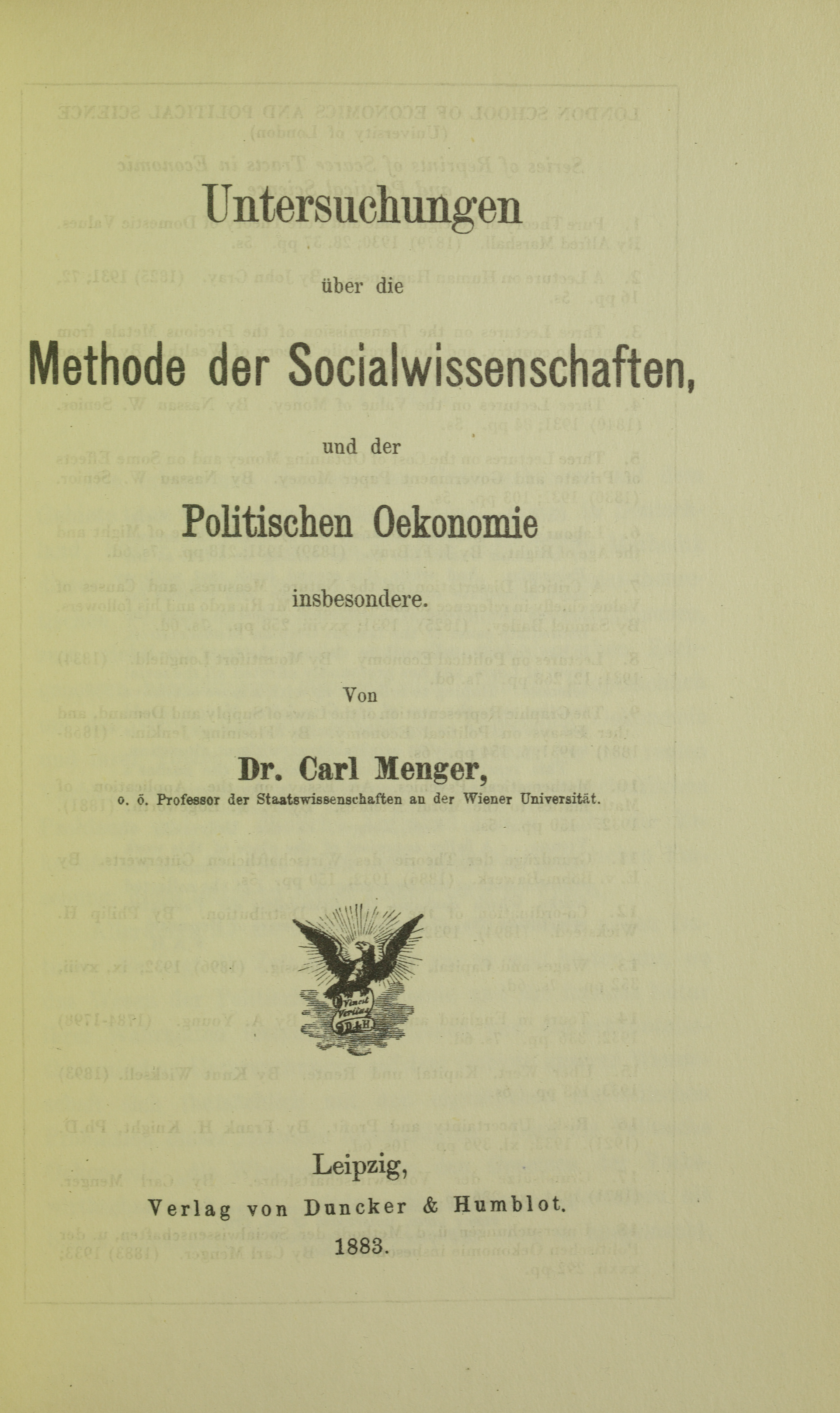
Untersuchungen über das Methode der socialwissenschaften und der politischen Ökonomie insbesondere, 1933

El primer movimiento en este debate doctrinal se debe al propio Carl Menger, que se enfrentó a la opinión de Schmoller y de la Escuela historicista alemana en su libro de 1883, Investigaciones Referentes al Método de las Ciencias Sociales con Referencia Especial a las Ciencias Económicas (Untersuchungen über die Methode der Socialwissenschaften und der politischen Ökonomie insbesondere). Menger pensaba que el mejor método de estudiar las ciencias económicas era a través de la lógica y descubriendo teorías generales que aplicaran a áreas extensas. Menger, al igual que los austriacos y otros economistas neoclásicos, se concentró en la naturaleza subjetiva e individualista de las ciencias económicas. Enfatizó los factores subjetivos. Afirmó que la base de la economía había sido construida sobre el interés propio, el análisis marginal, y el conocimiento incompleto. Expresó además que las ideas colectivas y de agregaciones no tendrían una base adecuada a menos que fuesen basadas en sus componentes individuales.
Ese ataque directo a la Escuela historicista llevó a que Schmoller le respondiera rápidamente con una desfavorable y bastantemente hostil crítica del libro de Menger. Menger aceptó el reto y replicó con un panfleto, escrito en la forma de cartas a un amigo, en los cuales él (según Hayek) "demolió despiadadamente la posición de Schmoller".  El encuentro entre estos dos maestros fue prontamente imitado por sus discípulos. Se creó entonces un grado de hostilidad muy pocas veces igualado en otras controversias científicas.

## Consecuencias
El término "Escuela austriaca de economía" existe gracias a una de las consecuencias del Methodenstreit, y originó del hecho que Schmoller utilizó ese término en una crítica desfavorable de uno de los libros subsiguientes de Menger, intentando así transmitir una impresión de retroceso y de oscurantismo en la Austria de los Habsburgo comparada con los más modernos prusianos. Una seria consecuencia de este hostil debate fue que Schmoller llegó al extremo de declarar públicamente que los miembros de la escuela "abstracta" eran incapaces de llenar una posición docente en una universidad alemana. Su influencia fue más que suficiente para que esto llegara a ser equivalente a una completa exclusión de todos los adherentes de las doctrinas de Menger a todos los puestos académicos en Alemania.  El resultado fue que aún treinta años después del fin de esta controversia, Alemania seguía menos afectada por las nuevas ideas, que en ese entonces ya se difundían por todos lados, que ningún otro país académicamente importante en el mundo.

## Rivalidades similares
Otro famoso –y de cierta forma relacionado- Methodenstreit en los años 1890 se entabló entre el historiador económico y social alemán Karl Lamprecht y varios prominentes historiadores políticos, particularmente Friedrich Meinecke, y fue sobre el uso, en los estudios de Lamprecht, de métodos científicos y psicológicos.  La disputa resultó en que Lamprecht y su obra fueron ampliamente desacreditados entre los historiadores académicos alemanes. Como consecuencia,  los historiadores alemanes investigaron temas históricos de índole más político e ideológico, mientras que el estilo interdisciplinario de historia de Lambrecht fue abandonado en gran parte.  El trabajo de Lambrecht sigue siendo influyente en otros lados, sin embargo, en particular en la tradición de la Escuela francesa de los Annales.